# Chris Ahrens
Pour les articles homonymes, voir Ahrens.
Chris Ahrens (né le 24 juillet 1976 à Iowa City) est un rameur d'aviron américain.

## Palmarès

### Jeux olympiques
- Athènes 2004
  -  Médaille d'or en huit.

### Championnats du monde
- Championnats du monde d'aviron 1995
- Championnats du monde d'aviron 1997
- Championnats du monde d'aviron 1998
- Championnats du monde d'aviron 1999
  - [1]